# Sigismund Rudolf von Waldow

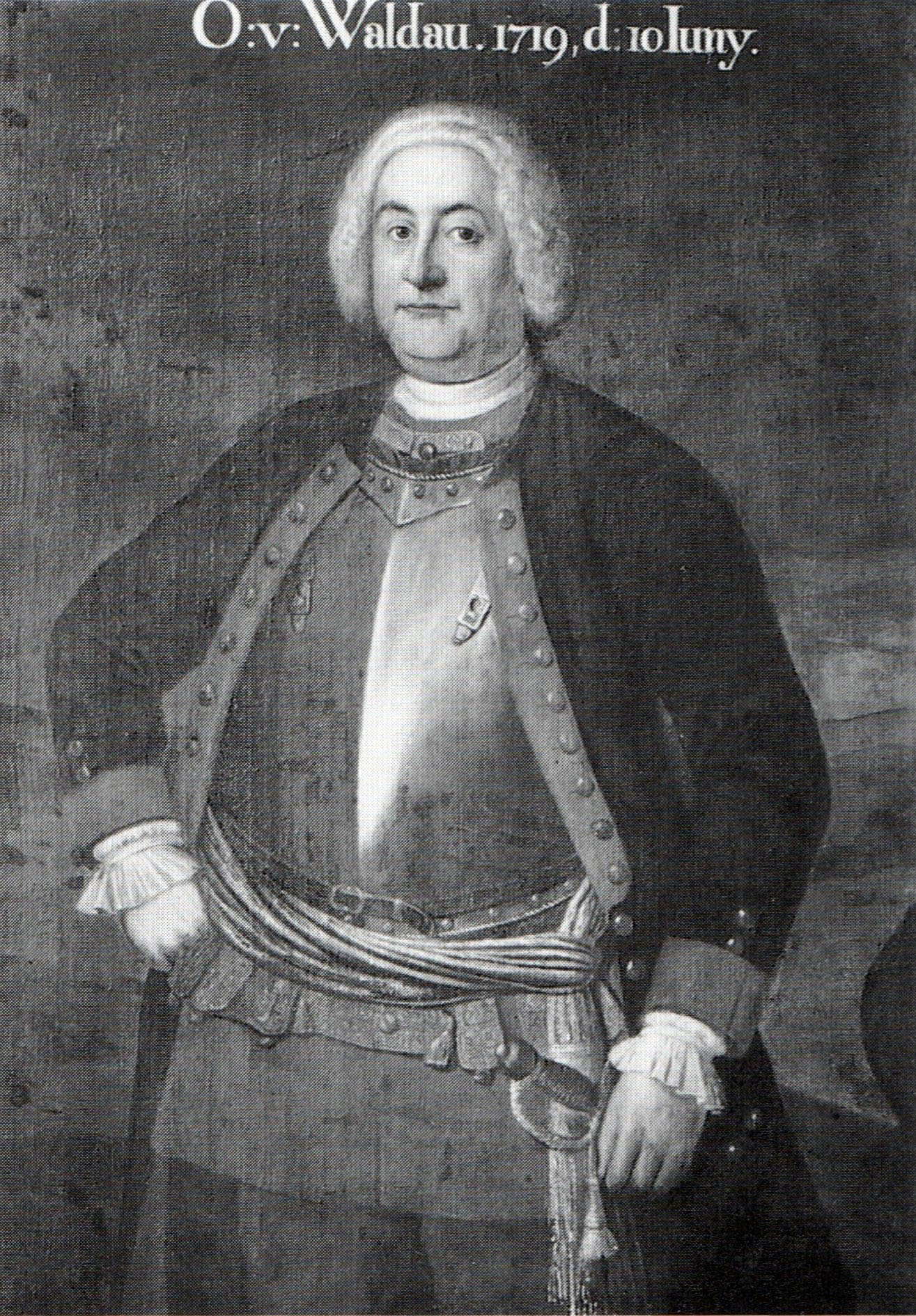
Siegmund Rudolph von Waldow

Sigismund Rudolf von Waldow, auch Siegmund Rudolph von Waldau, (* 1672; † 13. Juli 1735 in Hamm) war ein preußischer Generalmajor, Chef des nach ihm benannten Regiments „Waldow zu Fuß“ sowie Erbherr von Gottberg und Hasselbusch.

## Leben

### Herkunft
Er war der Sohn von Joachim von Waldow, dem Erbherren auf Hasselbusch.

### Militärkarriere
Waldow kam um 1693 als einfacher Soldat zur brandenburgischen Armee. 1700 wurde er Fähnrich im Regiment „Prinz Philipp Wilhelm“. Er kämpfte im Spanischen Erbfolgekrieg für die nunmehr königlich preußische Armee in der Schlacht bei Hochstädt und Cassano. Außerdem beteiligte sich Waldow an der Belagerung von Kaiserswerth und dem Entsatz von Turin. Im weiteren Verlauf seiner Militärkarriere wurde er am 6. Oktober 1713 Oberstleutnant. Im Jahr 1715 übernahm er das Regiment, da der bisherige Kommandant von Platen gestorben und der Prinz Heinrich noch minderjährig war. 1719 wurde er zum Oberst befördert. 1732 erfolgte seine Ernennung zum Generalmajor und zum Chef des erledigten Regiments „Schliewitz zu Fuß“.
Er starb am 13. Juli 1735 in Hamm.